# Eriachne pauciflora
Eriachne pauciflora är en gräsart som beskrevs av William Vincent Fitzgerald. Eriachne pauciflora ingår i släktet Eriachne och familjen gräs. Inga underarter finns listade i Catalogue of Life.